# 加拿大太空局
加拿大太空局（英语：Canadian Space Agency，CSA，法语：Agence spatiale canadienne，ASC)是加拿大的國家航天局，於1990 年根據《加拿大航天局法案》(Canadian Space Agency Act)成立。 該機構對創新、科學暨經濟發展部長（Minister of Innovation, Science and Industry）負責。
CSA的總部位于魁北克省朗基爾的約翰·H·查普曼航天中心(John H. Chapman Space Centre)。 該機構還在安大略省渥太華設有辦事處，在休斯頓, 華盛頓特區,和巴黎設有小型聯絡處。

## 歷史

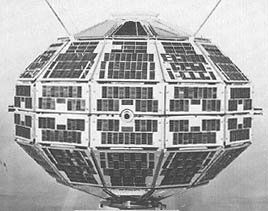
雲雀一號（Alouette 1）是美國或蘇聯以外的國家建造的第一顆衛星。

加拿大高層大氣和太空計劃的起源可以追溯到第二次世界大戰結束。 在1945年至1960年間，加拿大在國防研究的支持下進行了一些小型發射器和衛星項目，包括開發黑布蘭特火箭(Black Brant rocket)以及檢查軌道交會和再入的一系列高級研究。1957年，加拿大國防研究電信機構 (DRTE) 的科學家和工程師在約翰·H·查普曼的領導下開始了一個最初簡稱為 S-27 或 Topside Sounder 項目的項目。 這項工作很快將導致加拿大第一顆名為雲雀一號（Alouette 1） 的衛星的開發。
1972年Anik A-1衛星的發射使加拿大成為世界上第一個建立自己的國內地球同步通信衛星網絡的國家。
1980年代的這些和其他與空間相關的活動使加拿大政府頒布了《加拿大航天局法案》，該法案成立了加拿大航天局。 該法案於1990年5月10日獲得王室批准，並於1990年12月14日生效。
加拿大航天局的任務是促進太空的和平利用和發展，通過科學促進對太空的了解，並確保太空科學和技術為加拿大人提供社會和經濟利益。 加拿大航天局的使命聲明稱，該機構致力於引領太空知識的開發和應用，造福加拿大人和人類。

## 简介
该组织是由加拿大工业部管理，成立于1989年，总部在魁北克省蒙特利尔。组织的目标是成为开发和利用航天技术的领导者。加拿大太空局局有五部分：航天系统、航天技术、航天科学、加拿大宇航员处和航天运行处。该组织最重要的设施时位于渥太华的大卫佛罗里达实验室，该实验室的设施可以再现高温高压环境，如太空或飞行火箭中用于实验或装配航天飞机的环境。

## 加拿大太空計劃

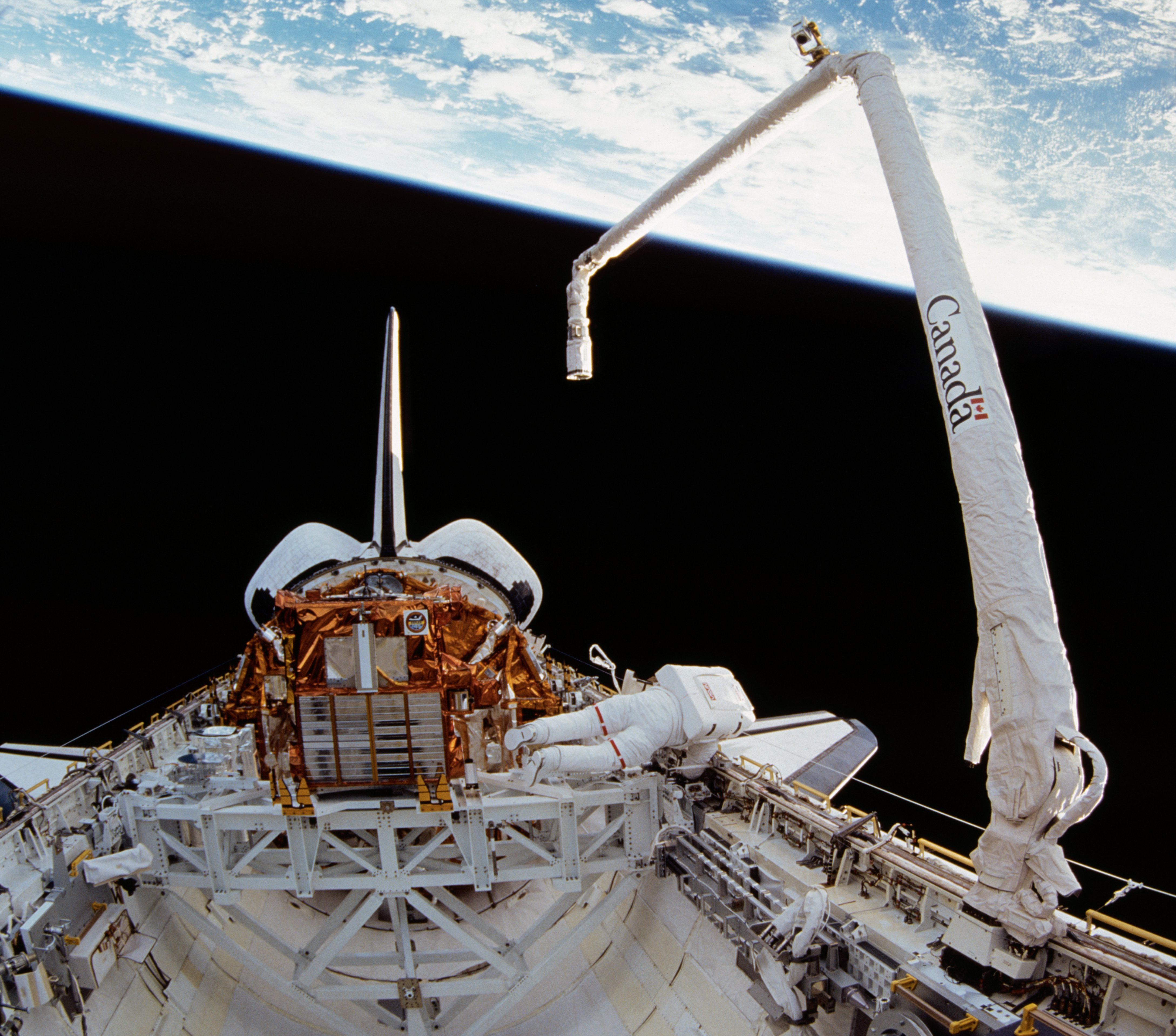
航天飛機任務STS-72期間的 Canadaarm（右）

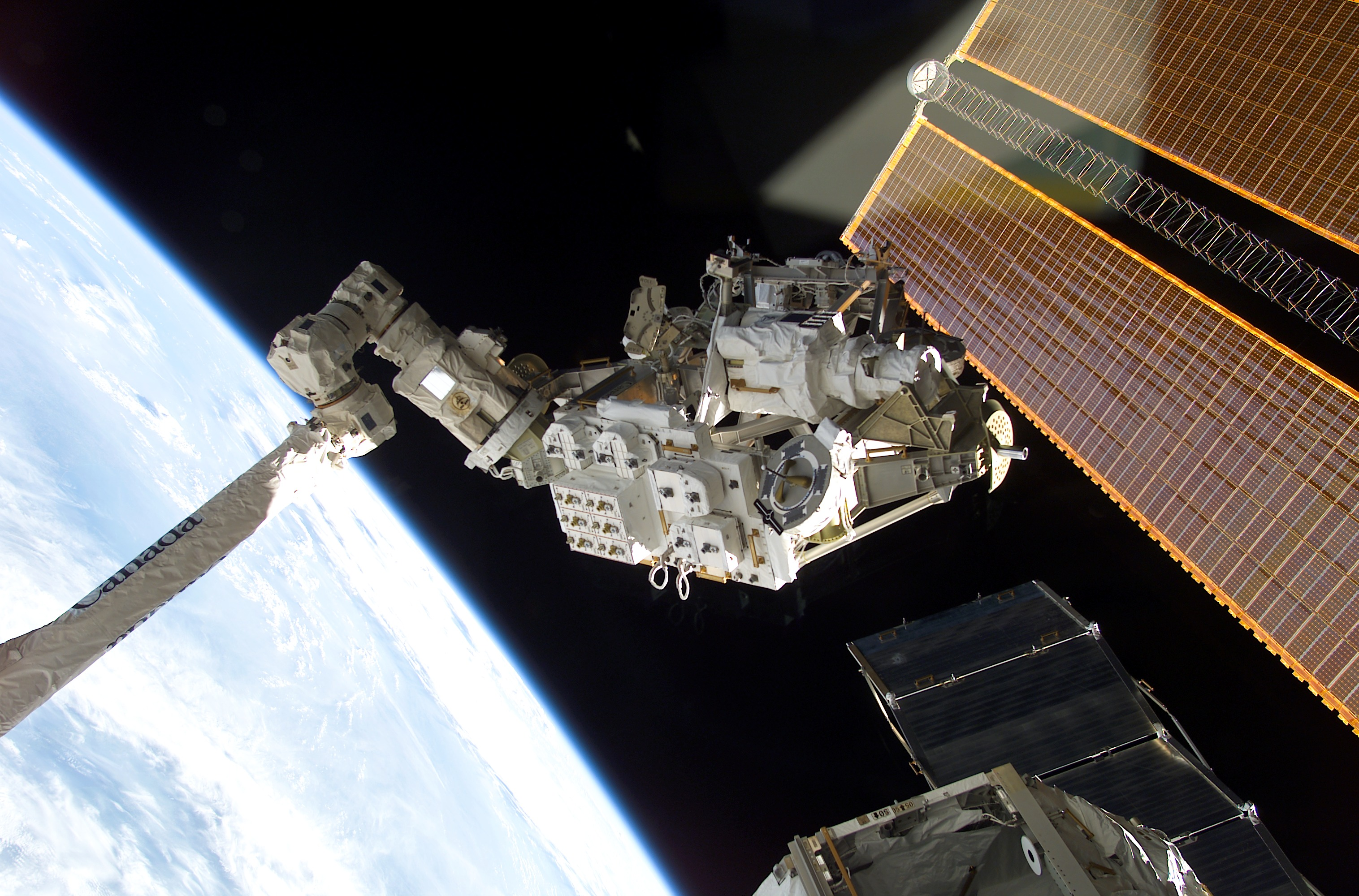
The Mobile Base System just before Canadarm2 installed it on the Mobile Transporter during STS-111

加拿大太空計劃由加拿大航天局管理。 加拿大為世界太空工作貢獻了技術、專業知識和人員，特別是與欧洲空间局(ESA)和美国国家航空航天局(NASA)合作。 除了宇航員和衛星之外，加拿大對太空探索的一些最顯著的技術貢獻包括航天飛機上的加拿大臂(Canadarm)和國際空間站上的加拿大臂2号(Canadarm2)。

### 設施
- 約翰·H·查普曼航天中心——魁北克省朗基爾
- 大衛·佛羅里達實驗室（英语：David Florida Laboratory）——安大略省渥太華
- 加拿大航天局大樓 - 創新研究園 —— 薩斯喀徹溫省薩斯卡通
- 丘吉爾火箭研究發射場（英语：Churchill Rocket Research Range）/加拿大太空港 —— 曼尼托巴省 (加拿大国家研究委员会)

## 加拿大火星探索项目
2009年加拿大航天局计划向火星发射自行研制的探测器，加拿大航天局宣布了一份价值75万美元建造火星车合同。据报道称，加拿大火星飞行任务的总费用为1.5亿美元，其中包括了发射探测器所用的费用。加拿大宇航局还称，他们将可能利用俄罗斯的运载火箭发射火星探测器。

## 参加项目
- 国际空间站
- 加拿大臂
- 加拿大臂2号
- ExoMars

## 参阅
- 航天机构列表
- 各国宇航员首次飞天时间表